# Isabella Simons
Isabella Simons (Antwerpen, 16 november 1694 - 17 januari 1756) was een Zuid-Nederlands bankier.  
Zij was gehuwd met Jan Baptist Cogels (1694-1733), zoon van de oprichter van de Bank Cogels in Antwerpen, die ook Jan Baptist Cogels (1663-1734) heette.  Toen haar echtgenoot en haar schoonvader respectievelijk in 1733 en 1734 overleden, besloot Isabella het bedrijf zelf te leiden.  De maatschappelijke normen van die tijd lieten niet toe dat vrouwen zelfstandig een beroep uitoefenden, tenzij ze ongehuwd waren. De 40-jarige weduwe is nooit hertrouwd. 
Onder haar bestuur legde de bank zich toe op het financieren van de staatsschuld.  Zij stond aan de Zuid-Nederlandse en Oostenrijkse staat hypotheekleningen en premieleningen toe.  Door de Oostenrijkse Successieoorlog (1740-1748) floreerden de zaken.  Dankzij haar relaties met keizerin Maria Theresia slaagde zij er in 1753 in om voor haar overleden echtgenoot postuum een erfelijke adellijke titel te verkrijgen.
Haar zoon, nog een Jan Baptist Cogels (III), zette het bedrijf verder. 